# Kicia Kocia (serial animowany)
Kicia Kocia – polski serial animowany zrealizowany na podstawie książek Anity Głowińskiej pod tym samym tytułem.
Serial wyprodukowało studio EgoFilm, a producentką jest Ewelina Gordziejuk. Scenariusze napisał Maciej Kur i Anita Głowińska. Reżyserką i koordynatorką serii jest Marta Stróżycka.

## Opis
Opowiada o codziennym życiu kotki Kici Koci i wspólnym odkrywaniu świata wraz z jej rodzicami oraz przyjaciółmi Packiem, Adelką i Juliankiem. Serial utrzymany jest w plastyce i stylu pierwowzoru literackiego.
Serial ma obecnie 26 odcinków.

## Historia emisji
Pilotowy odcinek został umieszczony na YouTube 20 marca 2020 roku i zebrał ponad 15 milionów wyświetleń.
Pierwszy sezon leciał w kinach rozbity na cztery transze: "Kicia Kocia mówi dzień dobry", "Kicia Kocia na pikniku", "Kicia Kocia pod choinkę" oraz "Kicia Kocia w przedszkolu". Powstał też animowany teledysk, do którego piosenkę napisała i wykonała Majka Jeżowska, leciał w kinach wraz z trzecią transzą "Kicia Kocia pod choinkę". Emisje serialu w kinach zebrały każdorazowo ponad pół miliona widzów.
W grudniu 2023 serial trafił na platformę Netflix, a od czerwca 2024 jest emitowany jest na kanale MiniMini+.

## Obsada
- Dominika Kluźniak – Kicia Kocia
- Lidia Sadowa – mama Kici Koci
- Jacek Kopczyński – narrator
- Agnieszka Mrozińska – Pacek
- Krzysztof Cybiński – Narrator
- Joanna Pach-Żbikowska – Adelka
- Julia Kołakowska – Julianek